# Мичунович, Драголюб
Драголюб Мичунович (серб. Драгољуб Мићуновић; род. 14 июня 1930, Merdare) — югославский и сербский политический и партийный деятель, философ, председатель Скупщины Сербии и Черногории (2003—2004).

## Биография
Драголюб Мичунович родился 14 июля 1930 года в Мердаре, Королевство Югославия. Его детство прошло в Скопье, где его отец работал государственным служащим. После Второй мировой войны он возобновил учебу в средней школе в Куршумлии и Прокупле. Затем Мичунович был приговорён югославскими властями к 20 месяцам принудительных работ на острове Голи-Оток за идеологические пристрастия к Советскому Союзу.
После освобождения он стал ассистентом философского факультета Белградского университета. Он поддерживал марксистский гуманизм в версии югославской школы «Праксис» и в 1975 году был исключён с факультета вместе с семью другими коллегами.

## Карьера
Мичунович был одним из членов Учредительного комитета Демократической партии в декабре 1989 года. Он был избран первым президентом восстановленной партии на учредительной партийной конференции 3 февраля 1990 года. На первых многопартийных выборах в Сербии в 1990 году он был избран членом скупщины Сербии от этой партии. Как член парламента, он был избран членом Палаты республик и провинций в 1991—1992 годах.
Он оставался президентом партии до 1994 года, когда его сменил Зоран Джинджич. Мичунович ушёл в отставку и с группой видных государственных деятелей основал «Центр демократии», а в 1996 году основал партию Демократический центр, президентом которой он был избран.
На выборах в 2000 году, как один из лидеров коалиции Демократической оппозиции Сербии, Мичунович был вновь избран членом парламента. В марте 2003 года Драголюб Мичунович был избран президентом парламента Сербии и Черногории. Он занимал эту должность до 4 марта 2004 года.
Мичунович был кандидатом на президентских выборах в Сербии в 2003 году, но выборы были отменены из-за низкой явки.
В 2017 году Драголюб Мичунович подписал Декларацию об общем языке хорватов, сербов, боснийцев и черногорцев. В январе 2020 года он заявил о своём несогласии с бойкотом парламентских выборов 2020 года.

## Награды
- Офицер ордена Почётного легиона (2013, Франция)[9]